# Ostrowite (powiat słupecki)
Ostrowite (dawniej Ostrowite Kapitulne) – wieś w Polsce położona w województwie wielkopolskim, w powiecie słupeckim, w gminie Ostrowite.

## Administracja
Wieś duchowna Ostrowite Kapitulne, własność kapituły katedralnej gnieźnieńskiej, pod koniec XVI wieku leżała w powiecie gnieźnieńskim województwa kaliskiego. W latach 1975–1998 miejscowość należała administracyjnie do województwa konińskiego. Miejscowość jest obecnie siedzibą gminy Ostrowite. Gmina Ostrowite liczy 21 sołectw, a liczba miejscowości wynosi 36.

## Historia
Historia wsi sięga już wczesnego średniowiecza. Pierwotnie była to wieś szlachecka, ale w 1252 przeszła w ręce kapituły gnieźnieńskiej. 
W marcu 1864 roku doszło na polach między Ostrowitem a Kąpielem do potyczki oddziału powstańczego Franciszka Budziszewskiego z Rosjanami. Walka zakończyła się klęską Polaków. Zginęło 15 powstańców. Reszta Polaków dostała się do rosyjskiej niewoli lub schroniła się za niedalekim kordonem graniczny, gdzie w większości wpadła w ręce niemieckie. 
W latach 1916 – 1918 wzniesiono na wzgórzu we wsi neogotycki kościół parafialny pod wezwaniem Matki Boskiej Częstochowskiej. Poprzednio w tym miejscu stała świątynia drewniana z 1639 roku. W jej wnętrzu znajdują się trzy ołtarze z drugiej połowy XVIII wieku, drewniana chrzcielnica z tego samego okresu, obraz Matki Boskiej Szkaplerznej z około 1760 roku. Na pobliskim cmentarzu znajduje się mogiła Władysława Jagiełły - polskiego żołnierza poległego w 1945 roku.  
15 września 1941 roku Niemcy rozstrzelali we wsi 15 Polaków.   
W okresie PRL-u we wsi powstała Spółdzielnia Kółek Rolniczych.    

## Sport
W miejscowości działa klub sportowy Czarni Ostrowite, którego sekcja piłkarska występuje w konińskiej klasie okręgowej. W pobliskiej Mieczownicy znajduje się stadnina koni arabskich.